# Volksabstimmungen in der Schweiz 1954
Dieser Artikel bietet eine Übersicht der Volksabstimmungen in der Schweiz im Jahr 1954.
In der Schweiz fanden 1954 auf Bundesebene vier Volksabstimmungen statt, im Rahmen dreier Urnengänge am 20. Juni, 24. Oktober und 5. Dezember. Dabei handelte es sich um zwei fakultative Referenden, ein obligatorisches Referendum und eine Volksinitiative.

## Abstimmungen am 20. Juni 1954

### Ergebnisse
| Nr. | Vorlage | Art | Stimm- berechtigte | Abgegebene Stimmen | Beteiligung | Gültige Stimmen | Ja      | Nein    | Ja-Anteil | Nein-Anteil | Stände | Ergebnis |
| --- | --- | --- | ------------------ | ------------------ | ----------- | --------------- | ------- | ------- | --------- | ----------- | ------ | -------- |
| 170 | Bundesbeschluss vom 23. Dezember 1953 über den Fähigkeitsausweis im Schuhmacher-, Coiffeur-, Sattler- und Wagnergewerbe | FR  | 1'437'972          | 588'832            | 40,95 %     | 567'942         | 187'729 | 380'213 | 33,05 %   | 66,95 %     | –      | nein     |
| 171 | Bundesbeschluss vom 23. Dezember 1953 über ausserordentliche Hilfeleistungen an kriegsgeschädigte Auslandschweizer      | FR  | 1'437'972          | 584'638            | 40,65 %     | 552'394         | 243'311 | 309'083 | 44,05 %   | 55,95 %     | –      | nein     |

### Fähigkeitsausweise
Nach der Verabschiedung der Wirtschaftsartikel in der Bundesverfassung im Jahr 1947 setzte sich der Gewerbeverband für die Einführung obligatorischer Fähigkeitsausweise für Selbständige ein. Nur Schuhmacher, Coiffeure, Sattler und Wagner, die ein Meisterdiplom besassen, sollten ohne Bewilligung einen Betrieb eröffnen dürfen. Nachdem das Parlament das Gesetz genehmigt hatte (jedoch mit einer Befristung der Geltungsdauer auf zwölf Jahre), kam unter der Federführung des LdU das Referendum zustande. Im Abstimmungskampf stellte sich diese Partei als Kämpferin gegen die Macht der Verbände und den Branchenprotektionismus dar. Mit dem Fähigkeitsausweis, der in Wahrheit eine versteckte Bewilligungspflicht sei, werde der Markteintritt junger Kräfte verhindert und somit der Wettbewerb als einziger Garant gegen Überangebot und schlechte Qualität verzerrt. Die Front der Befürworter umfasste Wirtschaftsverbände und bürgerliche Parteien, verzeichnete aber etliche Abweichler, die sich mit dem LdU verbündeten. Sie betonten die Harmlosigkeit der Massnahme im Vergleich zu anderen staatlichen Eingriffen, denn durch den Fähigkeitsausweis werde die Konkurrenz nicht abgeschafft, sondern verschärft, weil die neuen, gut ausgebildeten Berufsleute den bisherigen besser Konkurrenz machen könnten. Nur knapp ein Drittel der Abstimmenden nahm die Vorlage an, und in keinem einzigen Kanton resultierte eine Ja-Mehrheit.

### Hilfe für Auslandschweizer
Während des Zweiten Weltkriegs erlitten rund 25'000 im Ausland lebende Schweizer materielle Schäden in der Höhe von geschätzt 2,5 Milliarden Franken. Zwischen 1939 und 1952 erbrachten der Bund und die Kantone Hilfsmassnahmen im Umfang von etwa 158 Millionen Franken. 1953 beantragte der Bundesrat weitere 121,5 Millionen Franken für die Entschädigung von hilfsbedürftigen Kriegsgeschädigten, was das Parlament genehmigte. Der grösste Teil sollte Leistungen an nicht arbeitsfähige Personen umfassen, ebenso waren wirtschaftliche Integrationsmassnahmen vorgesehen. Gegen diesen Beschluss ergriff ein Arbeitsausschuss der Vereinigungen kriegsgeschädigter Auslandschweizer das Referendum, mit Unterstützung des LdU, für dessen Gründer Gottlieb Duttweiler diese Angelegenheit ein wichtiges persönliches Anliegen war. Die Gegner der Vorlage hielten die versprochenen Entschädigungen für völlig ungenügend und kritisierten, der Bund verteile bloss Almosen. Um für das Referendum zu werben, liess Duttweiler den Film Der Prozess der Zwanzigtausend drehen. Bei einer vergleichsweise tiefen Beteiligung lehnten die Abstimmenden die Vorlage recht deutlich ab, obwohl sich sämtliche anderen Parteien dafür ausgesprochen hatten.

## Abstimmung am 24. Oktober 1954

### Ergebnis
| Nr. | Vorlage                                                                | Art | Stimm- berechtigte | Abgegebene Stimmen | Beteiligung | Gültige Stimmen | Ja      | Nein    | Ja-Anteil | Nein-Anteil | Stände | Ergebnis |
| --- | ---------------------------------------------------------------------- | --- | ------------------ | ------------------ | ----------- | --------------- | ------- | ------- | --------- | ----------- | ------ | -------- |
| 172 | Bundesbeschluss vom 25. Juni 1954 über die Finanzordnung 1955 bis 1958 | OR  | 1'441'310          | 674'142            | 46,77 %     | 653'715         | 457'527 | 196'188 | 69,99 %   | 30,01 %     | 21:1   | ja       |

### Finanzordnung 1955 bis 1958
Sowohl 1950 als auch 1953 waren Versuche gescheitert, die Finanzordnung des Bundes auf eine definitive Verfassungsgrundlage zu stellen, weshalb jeweils Übergangslösungen gefunden werden mussten. Der Bundesrat schlug vor, die provisorische Finanzordnung der Jahre 1951 bis 1954 ohne wesentliche Änderungen um weitere vier Jahre zu verlängern, da sonst rund die Hälfte der Einnahmen wegfallen würden. Diese Zeit sollte genutzt werden, um eine definitive Lösung zu finden sowie die finanziellen Auswirkungen laufender Sparanstrengungen und der ebenfalls laufenden Zolltarifrevision zu erkennen und einfliessen zu lassen. Das Parlament folgte dem Antrag fast oppositionslos. Unterstützer der Vorlage waren alle Parteien (mit Ausnahme der kommunistischen PdA) und auch die grossen Wirtschaftsverbände. Sie warnten eindringlich, ein Nein würde dem Bund die nötigen Mittel zur Finanzierung seiner Aufgaben vorenthalten. Das «Stillhalteabkommen» zwischen Links und Rechts verfehlte seine Wirkung nicht: Mehr als zwei Drittel der Abstimmenden nahmen die Vorlage an, wobei nur im Kanton Genf eine Nein-Mehrheit resultierte.

## Abstimmung am 5. Dezember 1954

### Ergebnis
| Nr. | Vorlage                                                         | Art | Stimm- berechtigte | Abgegebene Stimmen | Beteiligung | Gültige Stimmen | Ja      | Nein    | Ja-Anteil | Nein-Anteil | Stände | Ergebnis |
| --- | --------------------------------------------------------------- | --- | ------------------ | ------------------ | ----------- | --------------- | ------- | ------- | --------- | ----------- | ------ | -------- |
| 173 | Volksbegehren zum Schutze der Stromlandschaft Rheinfall-Rheinau | VI  | 1'442'668          | 748'439            | 51,88 %     | 733'444         | 229'114 | 504'330 | 31,24 %   | 68,76 %     | 1:21   | nein     |

### Rheinau-Initiative
1944 erteilte der Bundesrat eine Konzession für den Bau des Kraftwerks Rheinau, 1947 auch das deutsche Bundesland Baden. Die Pläne sahen vor, den Rhein bei Neuhausen auf einer Strecke von rund zweieinhalb Kilometern zu stauen, wodurch der Rheinfall etwa zwei Meter an Fallhöhe verlieren würde; das Stauwehr war einen halben Kilometer oberhalb der Klosterinsel Rheinau vorgesehen. Gegen das Projekt entstand vor allem im Kanton Schaffhausen eine gut organisierte Volksbewegung, die eine Petition mit 160'000 Unterschriften einreichte und Protestkundgebungen organisierte. Nach einer kantonalen Volksabstimmung verlangte die Schaffhauser Regierung den Rückzug der Konzession, worauf der Bundesrat jedoch nicht einging. Als Reaktion darauf reichten Kraftwerkgegner im Februar 1953 eine Volksinitiative ein, die den Erhalt von Flusslandschaften forderte (und in den Übergangsbestimmungen ein Bauverbot für das Kraftwerk Rheinau). Bundesrat und Parlament empfahlen die Ablehnung der Initiative. Mit Ausnahme der PdA erhielt das Initiativkomitee von den nationalen Parteien keine Unterstützung. Die Gegner stellten den Schutz der «unvergleichlich schönen Landschaft» Rheinau und des Rheinfalls in den Mittelpunkt und kritisierten die angeblich starke Interessenverflechtung zwischen Behörden und Elektrizitätswirtschaft. Die Befürworter wiederum hielten das Projekt für unverzichtbar und versicherten, man nehme stark auf den Natur- und Landschaftsschutz Rücksicht. Bei einer sehr tiefen Beteiligung scheiterte die Initiative deutlich, einzig der direkt betroffene Kanton Schaffhausen stimmte zu.